# N9 (Kamerun)
Die N9 ist eine Fernstraße in Kamerun, die in Ekombitie südlich von Mbalmayo an der Ausfahrt der N2 beginnt und in Mbalam in der Nähe der Grenze zur Republik Kongo endet. Sie ist 425 Kilometer lang.